# Romain Moyersoen

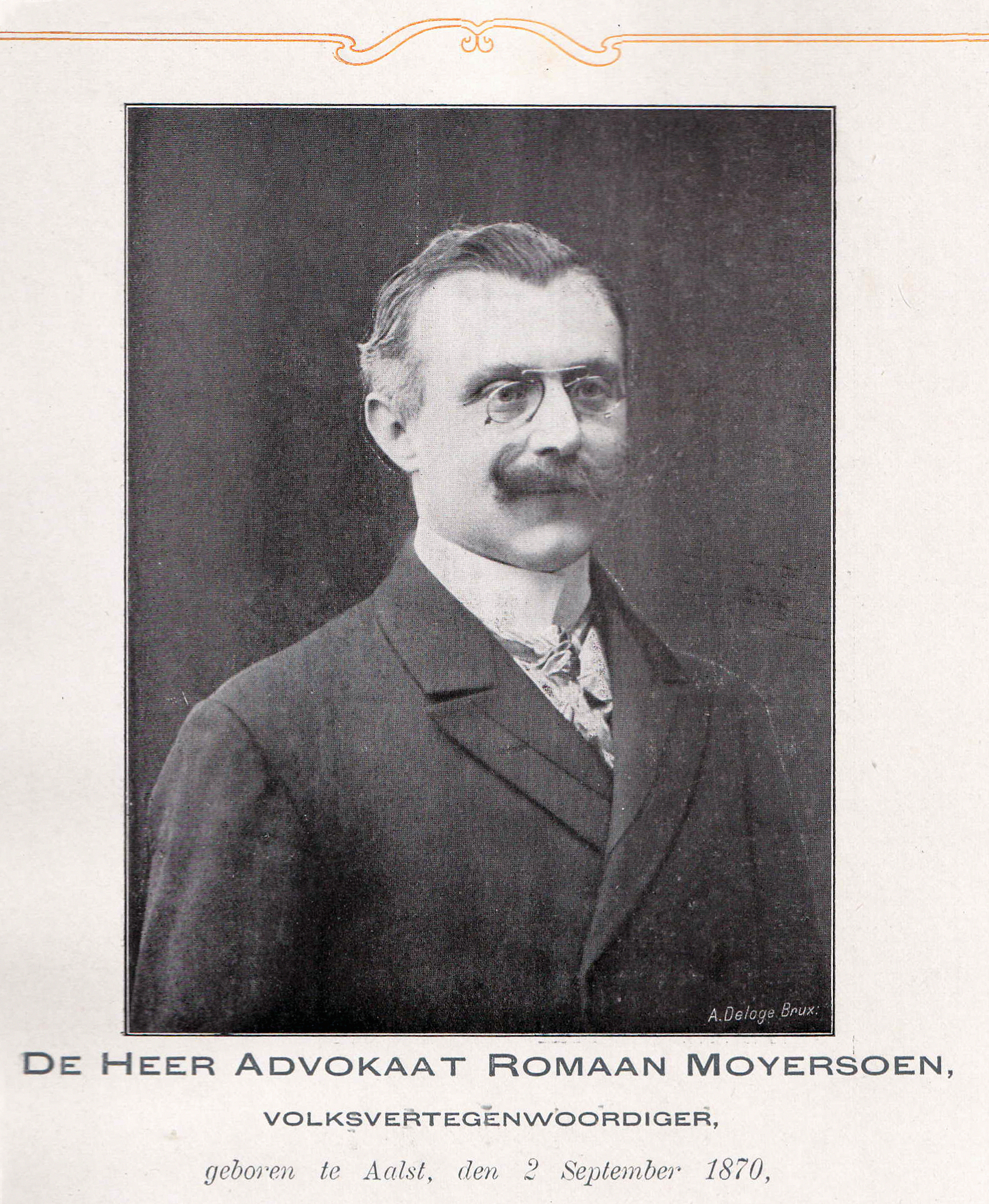
Romaan Moyersoen

Romain Jean Marie Baron Moyersoen (* 2. September 1870 in Aalst, Ostflandern, Belgien; † 21. April 1967 ebenda) war ein belgischer Politiker der Katholischen Partei und war nicht nur Bürgermeister, sondern auch Mitglied beider Kammern des Föderalen Parlaments sowie Präsident des Senats.

## Biografie
Nach dem Schulbesuch studierte er Rechtswissenschaften und promovierte auch zum Doktor der Rechtswissenschaften. Später war er zunächst von 1908 bis 1925 Schöffe von Aalst.
Daneben begann er seine politische Laufbahn mit der Wahl zum Mitglied der Abgeordnetenkammer, in der er als Mitglied der Katholieke Partij von 1910 bis 1919 die Interessen des Bezirks Aalst vertrat. 1921 wurde er erstmals Mitglied des Senats und gehörte diesem bis 1950 an.
Im Dezember 1921 berief ihn Premierminister Georges Theunis zum Minister für Industrie, Arbeit und Ernährung in sein Kabinett. Im Rahmen einer Regierungsumbildung übernahm er dann 1924 das Amt des Wirtschaftsministers.
Nach seinem Ausscheiden aus der Regierung war er von 1925 bis 1933 Bürgermeister von Aalst und danach von 1934 bis 1937 wieder Beigeordneter.
Daneben war er vom 1. Juli 1936 bis zum 6. März 1939 Präsident des Senats. Aufgrund seiner christdemokratischen, gemäßigt konservativen Einstellung setzt er sich in dieser Position auch für viele soziale Belange ein.
Nach der Befreiung Belgiens von der deutschen Wehrmacht im September 1944 wurde er von Prinzregent Karl von Belgien mit der Regierungsbildung beauftragt; allerdings gelang ihm keine Kabinettsbildung, so dass Premierminister Hubert Pierlot im Amt blieb.
Für seine Verdienste wurde er am 13. Februar 1946 mit dem Ehrentitel Staatsminister ausgezeichnet.
Sein Sohn Ludovic Moyersoen war ebenfalls Abgeordneter sowie Justiz-, Innen- und Verteidigungsminister.